# Maria Rose

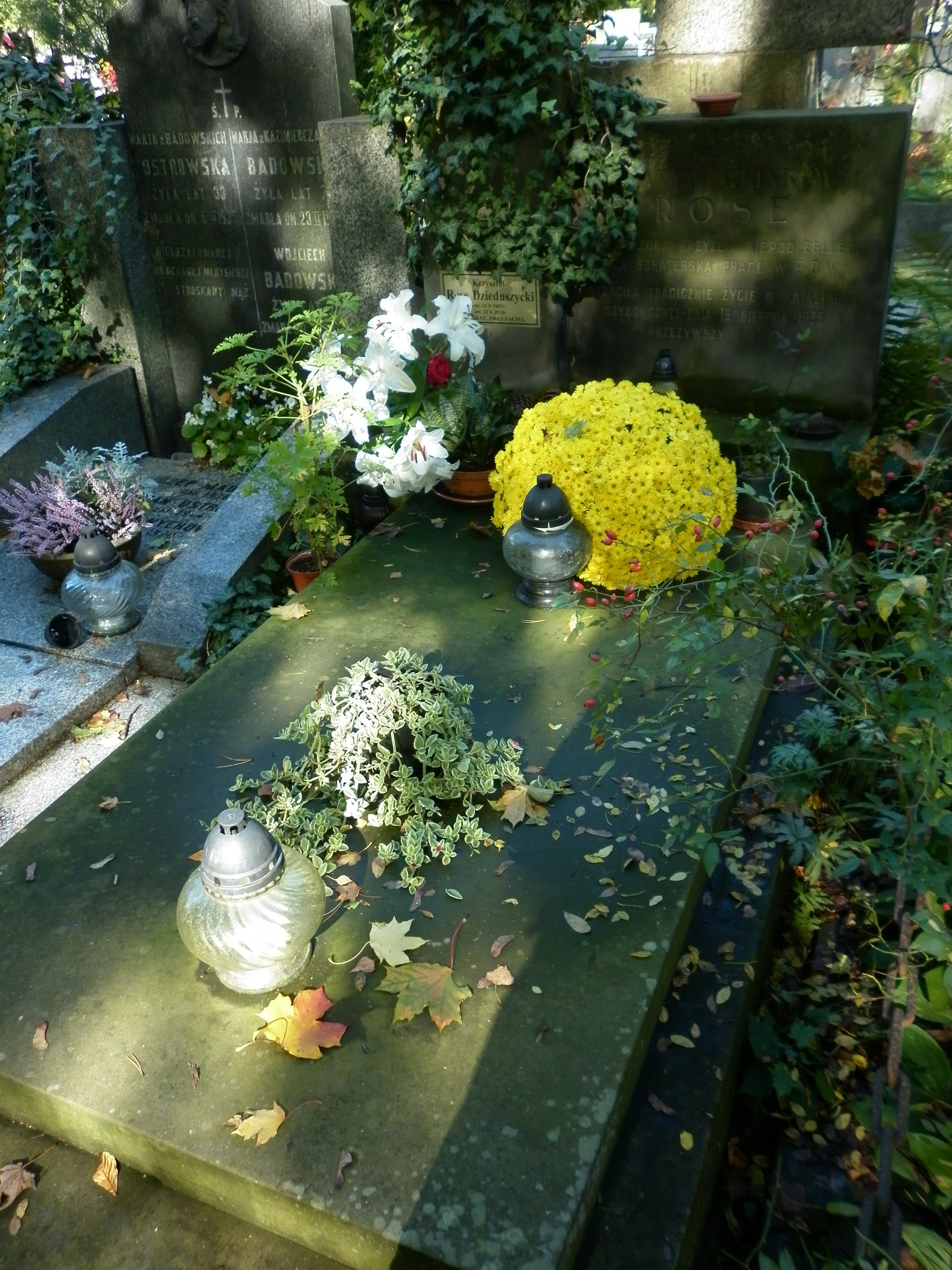
Grób Marii Rose na Wojskowych Powązkach

Maria z Glinków-Rose (ur. 8 grudnia 1900, zm. 12 sierpnia 1935 w Sokolej Górze k. Krzemieńca) – polska działaczka niepodległościowa.
Urodzona w Kamieńcu Podolskim jako młodsza córka Ignacego  Glinki  i Marii z d.  Popławskiej. Ignacy Glinka h. Topór /zm. 1904/ był adwokatem zaangażowanym w działalność niepodległościową. Po  śmierci ojca rodzina przeniosła się do Lwowa, gdzie  Maria  zdała maturę w 1915 r. w prywatnej szkole p. Niedziałkowskiej, po czym wyjechała do Kijowa na studia muzykologiczne. Wybuch rewolucji przerywa studia. Maria z matką przenosi się do Humania, gdzie wstępuje do POW W organizacji szybko awansuje, dochodząc do funkcji sekretarki, równocześnie pracując w radiostacji CzK, skąd zdobywa wiele informacji wywiadowczych. Aresztowana we wrześniu 1921 r. więziona kolejno w Kijowie, Charkowie i Moskwie, gdzie w listopadzie 1922 r. w pokazowym procesie została skazana na karę śmierci. W marcu 1923 r. została wymieniona za polskich komunistów i wróciła do kraju. W listopadzie tegoż roku wyszła za mąż za Leona Rose. Początkowo mieszkali w Warszawie, potem w Aleksandrii i w Równem na Wołyniu, gdzie w marcu 1927 r. urodził się syn Andrzej. W czasie pobytu na Wołyniu pracowała społecznie w Macierzy Szkolnej, oraz – korzystając z biegłej znajomości języka francuskiego i angielskiego utrzymywała rozległą korespondencję z żołnierzami Legii Cudzoziemskiej, głównie polskiego pochodzenia.
Zginęła 12 sierpnia 1935 r. w katastrofie lotniczej na kursie pilotażu w Sokolej Górze k. Krzemieńca. 
Za działalność niepodległościową odznaczona Krzyżem Niepodległości, pochowana została na Powązkach Wojskowych (kwatera A10-6-15). Pobyt  w sowieckich więzieniach opisała we wspomnieniach wydanych w 1938 r. w Księgarni św. Wojciecha pt. Oko w oko ze śmiercią.